# 她们三个
《她们三个》，台灣電視劇，导演王一玫，主演归亚蕾、刘雪华、焦恩俊、林心如，原著出自小说家琼瑶。

## 剧情
该片讲述离婚多年寡居的职业妇女和老年痴呆症的母亲、叛逆的女儿以及比自己年轻的男友之间复杂的关系。

## 演出
| 演员   | 角色     | 备注  |
| 归亚蕾 | 傅老太太 | [ 1 ] |
| 刘雪华 | 傅秋涵   | [ 2 ] |
| 林心如 | 唐雅璇   | [ 3 ] |
| 焦恩俊 | 赵希平   |       |
| 蔡雅玲 | 阿珍     |       |
| 杜满生 | 傅老先生 |       |